# ストリングス
ストリングス（英語：strings）は、弦楽器を主体とした演奏のこと。

## 解説
日本ではポップスや歌謡曲にヴァイオリン、ヴィオラ、チェロ、コントラバスなどの弦楽器演奏を加え、クラシックな雰囲気を出す際にその演奏や演奏者チームを特に「ストリングス」と称している。ギター、エレクトリックベースも弦楽器であるが、これらはストリングスと呼ばない。
またポップスのレコーディングやコンサート、テレビ等での演奏のために集まった弦楽器奏者の楽団を「～ストリングス」とクレジットすることが多く、「～」の部分はチームリーダー等の人名である場合が多い。楽団は固定したメンバーで活動している場合もある。
ヤマハが発売するエレクトーン（電子オルガン）でも、変換できる各種サウンドの一つとして使われている。

## ストリングスアレンジャー
- 青木望
- 池田大介
- 伊藤翼
- エバン・コール
- 鷺巣詩郎
- トニー・ヴィスコンティ